# Église de la Sainte-Trinité de Launay-Villiers
L'église de la Sainte-Trinité est une église catholique située à Launay-Villiers, dans le département français de la Mayenne.

## Localisation
L'église est située dans le bourg de Launay-Villiers, en bordure de la route départementale 279.

## Histoire
L'édifice a été construit en 1636.

## Architecture et extérieurs
L'église présente un plan en forme de croix latine. Au XIXe siècle, le chevet plat du chœur est agrémenté d'une sacristie à cinq pans et le clocher est édifié. Sur les façades, des armoiries de René Godard sont sculptées en ronde-bosse sur des écus de granit.

## Intérieur
La nef, le chœur et le transept sont revêtus d'une charpente lambrissée de châtaignier.
Le retable du maître-autel comprend notamment un tableau représentant la sainte Trinité qui a été commandé en 1711 par Antoine Peu.
L'orgue a été fabriqué par le facteur d'orgue Hippolyte Loret. Placé à l'origine dans le couvent de Notre-Dame du Sacré-Cœur de Laval, il a été transféré dans la présente église en 1904.

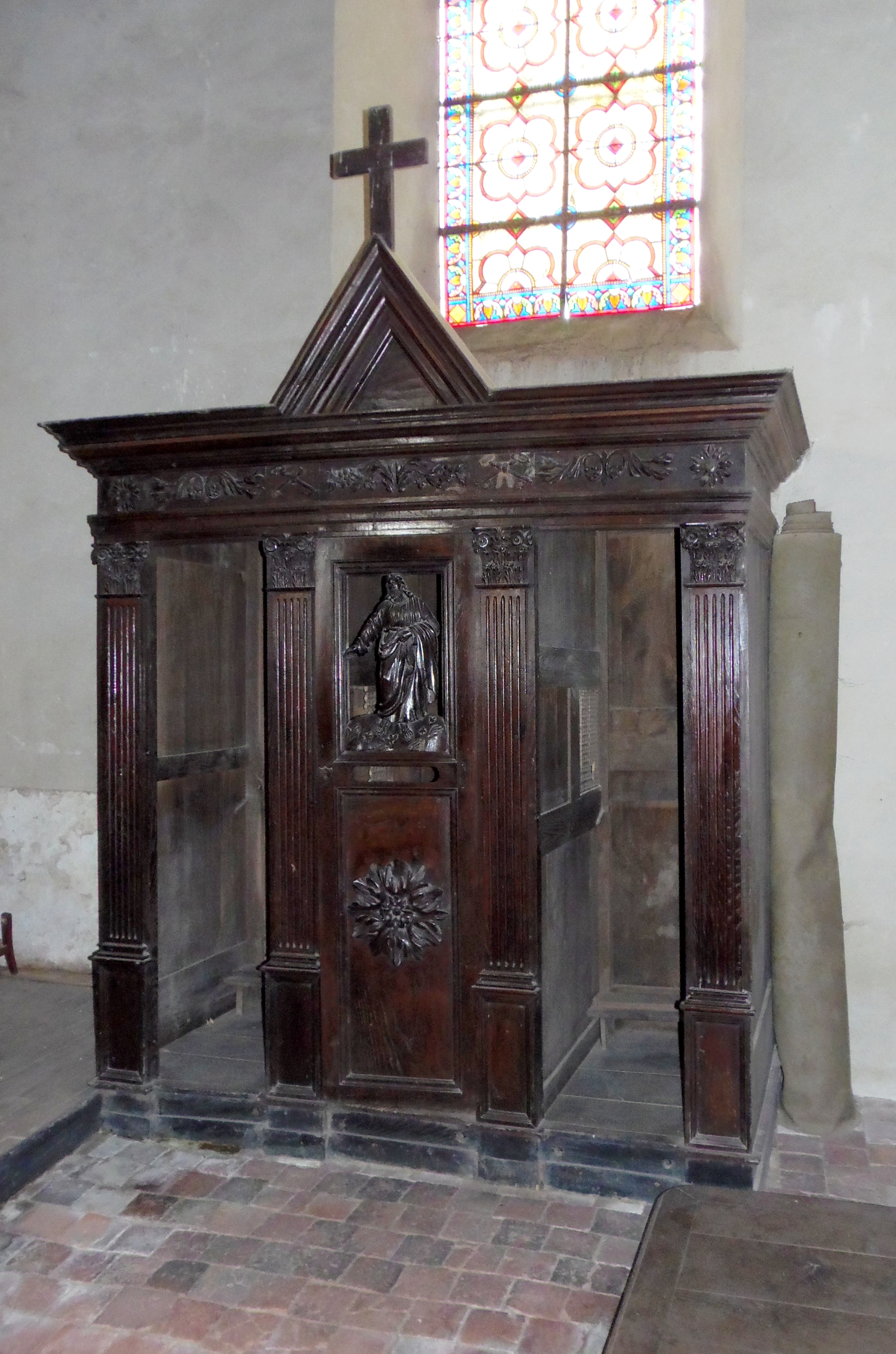
L'un des deux confessionnaux classés à titre d'objets.